# Reyes (España)
Reyes o San Cristobo de Reis (llamada oficialmente San Cristovo de Reis) es una parroquia española del municipio de Teo, en la provincia de La Coruña, Galicia.

## Entidades de población
Entidades de población que forman parte de la parroquia:
- Casanova
- Coira
- Chaodorrio (Chao do Río)
- Ferreiriño (O Ferreiriño)
- Freiría (A Freiría)
- Freixeiro
- La Iglesia (A Igrexa)
- Monteselo (Montecelo)
- Olveira
- Outeiro (O Outeiro)
- Pazos
- Piñeiro (O Piñeiro)
- Pontevea
- Ribeira (A Ribeira)
- Samar
- Valiñas
- Vieiro
- Xermeade

## Demografía
| Gráfica de evolución demográfica de Reyes entre 2000 y 2019 |
|                                                             |
| Datos según el nomenclátor publicado por el INE.            |